# Radulinus vinculus
Radulinus vinculus és una espècie de peix pertanyent a la família dels còtids.

## Descripció
- Fa 6,4 cm de llargària màxima.[5][6]

## Hàbitat
És un peix marí, demersal i de clima subtropical.

## Distribució geogràfica
Es troba al Pacífic oriental central: des de les costes centrals de Califòrnia fins a Diablo Cove (sud de Califòrnia, els Estats Units).

## Observacions
És inofensiu per als humans.